# Хаксли, Олдос
О́лдос Ле́онард Ха́ксли (англ. Aldous Huxley; 26 июля 1894, Годалминг, Суррей, Англия, Великобритания — 22 ноября 1963, Лос-Анджелес, США) — английский прозаик, писатель-фантаст, новеллист и философ.
Хаксли был гуманистом, пацифистом и сатириком. Позже он стал интересоваться духовными вопросами: парапсихологией и философским мистицизмом, в частности, универсализмом.
К концу своей жизни Хаксли был широко признан одним из выдающихся интеллектуалов своего времени. Номинирован на Нобелевскую премию по литературе семь раз (в 1938, 1939, 1955, 1959, 1960, 1961 и 1963 годах).

## Биография
Как по отцовской, так и по материнской линиям Хаксли принадлежал к британской культурной элите, давшей целый ряд выдающихся учёных, писателей, художников. Его отец — писатель Леонард Хаксли, дед по отцовской линии — биолог Томас Генри Хаксли; по материнской линии Хаксли приходится правнуком историку и педагогу Томасу Арнолду и внучатым племянником писателю Мэтью Арнолду. Брат Хаксли Джулиан и единокровный брат Эндрю были знаменитыми биологами.
Мать Хаксли умерла от рака, когда Олдосу было 13 лет. Три года спустя, в 1911 году во время учёбы в Итоне, Олдос заболел инфекционным кератитом глаз, в результате чего он полностью ослеп на правый глаз и на протяжении нескольких лет почти ничего не видел левым глазом. Из-за болезни глаз Олдос освоил азбуку Брайля и шутил, что теперь может читать в постели, когда свет уже выключен. В связи с этим в период Первой мировой войны он был освобожден от военной службы. Собственный опыт исправления зрения Олдос позже описал в брошюре «Искусство видеть» (The Art of Seeing, 1943).
Свой первый роман, который не был опубликован, Хаксли написал в 17 лет. Он изучал литературу в Баллиольском колледже в Оксфорде. Уже в 20 лет Хаксли решает избрать писательскую деятельность как профессию. В его последующих романах речь идёт о дегуманизации общества в процессе технологического прогресса (антиутопия «О дивный новый мир»). В книге «Возвращение в прекрасный новый мир» (Brave New World Revisited, 1958), написанной через двадцать семь лет после первой, Хаксли описывает противоположное первой книге состояние общества и развивает мысль о том, что на самом деле всё будет значительно хуже и страшнее, чем в первой. Хаксли затрагивал в своём творчестве и пацифистские темы.
Преподавал французский язык в Итонском колледже, где с 1917 и до 1921 года его учеником был именной стипендиат Эрик Блэр — будущий автор известного романа-антиутопии «1984» Джордж Оруэлл. В 1937 году вместе со своей женой Марией, сыном Мэтью и другом Джералдом Гердом он переезжает в Лос-Анджелес в надежде, что калифорнийский климат пойдёт на пользу его ухудшающемуся зрению. Именно здесь начинается его основной творческий период, особенностью которого было более подробное рассмотрение человеческой сущности. Хаксли знакомится в 1938 году с Джидду Кришнамурти. Под влиянием последнего он обращается к различным учениям мудрости и занимается мистикой.
Накопленные размышления находят отражение в его последующих трудах: «Вечная философия» (The Perennial Philosophy) и «Через много лет» (After Many a Summer…), а также в произведении «Время должно быть остановлено» (Time must have a stop). В 1953 году он соглашается на участие в эксперименте, проводимом Хамфри Осмондом. Целью этого эксперимента было исследование влияния мескалина на человеческое сознание. Впоследствии в переписке с Осмондом для описания влияния мескалина было впервые употреблено слово «психоделика». Эссе «Двери восприятия» (The Doors of Perception) и «Рай и ад» (Heaven and Hell) описывают наблюдения и ход эксперимента, который вплоть до своей смерти автор повторял около десяти раз. «Двери восприятия» стал культовым текстом для многих радикальных интеллектуалов 1960-х годов и дал название знаменитой рок-группе The Doors.
В начале 1960 года Хаксли в своём доме в Лос-Анджелесе длительное время встречался с Милтоном Эриксоном для совместного психологического исследования различных состояний сознания. Эффект от действия психотропных субстанций сказывается и на его творчестве. Так, в своём последнем романе «Остров» (Island) он описал утопию, которая была диаметрально противоположна его антиутопии «О дивный новый мир» (Brave New World). 
Хаксли умер 22 ноября 1963 года (в день убийства Джона Кеннеди) в Лос-Анджелесе от рака гортани. Перед смертью он попросил сделать ему внутримышечную инъекцию ЛСД — 100 мкг. Несмотря на предостережения врачей, жена выполнила его просьбу, что позволило ему умереть спокойно, избежав судорог и удушья. В этом она призналась в интервью, которое дала в 1986 году британской телекомпании Би-би-си в рамках документального проекта LSD: The Beyond Within. Незадолго до смерти Хаксли в его доме произошёл пожар, уничтоживший почти все его рукописи.
Буддийский лама Оле Нидал начал (хотя и не закончил) докторскую диссертацию по книге Олдоса Хаксли «Двери восприятия».
Идеи Олдоса Хаксли оказали большое влияние на дальнейшее развитие движения Нью-эйдж, в частности перенниализм и мистицизм, а массовая западная культура запомнила его как героя — первооткрывателя духовных свойств энтеогенов.

## Личная жизнь
- В 1919 году Хаксли женился на бельгийке Марии Нис (Maria Nys, 10 сентября 1899 — 12 февраля 1955), протеже Филипа[англ.] и Оттолайн Моррелл[14]. В 1920 году у них родился сын Мэтью, который стал знаменитым эпидемиологом[15]. В 1955 году Мария умерла от рака груди.
- В 1956 году овдовевший Хаксли женился на писательнице Лоре Арчера (1911—2007).

Несмотря на свой интерес к мистицизму, Хаксли считал себя агностиком.
Большинство уцелевших рукописей Хаксли находятся в Калифорнийском университете в Лос-Анджелесе. Некоторые рукописи находятся в библиотеке Стэнфордского университета.

### Рассказы и новеллы
- «Губерт и Минни»
- «Юный Архимед»
- «Чоудрон»
- «Целительный отдых»
- «Клакстоны»
- «После фейерверка»
- «И не было с тех пор конца их счастью»
- «Евпомп числами придал величие искусству живописи»
- «Кинфия»
- «Книжная лавка»
- «Смерть Лалли»
- «Сэр Геркулес»
- «Улыбка Джоконды»
- «Банкет в честь Тиллотсона»
- «Зелёные туннели»
- «Монашка к завтраку»
- «Небольшая мексиканочка»
- «Баночка румян»
- «Портрет»
- «Субботний вечер»
- «Монокль»
- «Волшебница крёстная»
- «Фарсовая история Ричарда Гринау»
- «Счастливые семейства»